# Triatominae
Triatominae is een onderfamilie van roofwantsen. De familie werd voor het eerst wetenschappelijk beschreven door Jeannel in 1919.

## Taxonomie
De familie bevat de volgende geslachten:

- Tribus: Alberproseniini Martínez & Carcavallo, 1977
  - Alberprosenia Martínez & Carcavallo, 1977
- Tribus: Bolboderini Usinger, 1944
  - Belminus Stål, 1859
  - Bolbodera Valdés, 1910
  - Microtriatoma Prosen & Martínez, 1952
  - Parabelminus Lent, 1943
- Tribus: Cavernicolini Usinger, 1944
  - Cavernicola Barber, 1937
- Tribus: Rhodniini Pinto, 1926
  - Psammolestes Bergroth, 1911
  - Rhodnius Stål, 1859
- Tribus: Triatomini Jeannel, 1919
  - Dipetalogaster Usinger, 1939
  - Eratyrus Stål, 1859
  - Hermanlentia Jurberg & Galvão, 1997
  - Linshcosteus Distant, 1904
  - Meccus Stål, 1859
  - Mepraia Mazza, Gajardo & Jorg, 1940
  - Nesotriatoma Usinger, 1944
  - Panstrongylus Berg, 1879
  - Paratriatoma Barber, 1938
  - Triatoma Laporte de Castelnau, 1833